# 66e Legerkorps (Wehrmacht)
Het Duitse 66e Legerkorps (Duits: Generalkommando LXVI. Armeekorps) was een Duits legerkorps van de Wehrmacht tijdens de Tweede Wereldoorlog. Het korps kwam alleen in actie aan het Westfront.

## Krijgsgeschiedenis

### Oprichting
Het 66e Legerkorps werd opgericht op 5 augustus 1944 in Clermont-Ferrand door omdopen van het 66e Reservekorps.

### 1944
Na de nederlaag van de Duitsers in Normandië werd een algehele terugtocht ingezet uit Frankrijk. Al op 5 augustus begon het korps zich naar het noordoosten te verplaatsten. Op 1 september was het korps aangekomen in Langres. Nu werd langzaam weer een front gevormd. Op 16 september beschikte het korps over het grootste deel van de 15e Pantsergrenadierdivisie, delen van de 21e Pantserdivisie en over de 16e Infanteriedivisie. Vervolgens werd het korps, tezamen met de rest van het 19e Leger, gedurende de volgende maand door de Elzas richting de Rijn gedreven. Tussen 4 en 9 oktober werd het korps naar de Eifel verplaatst. Hier verdedigde het korps het front tegenover de Schnee Eifel tot midden december. 

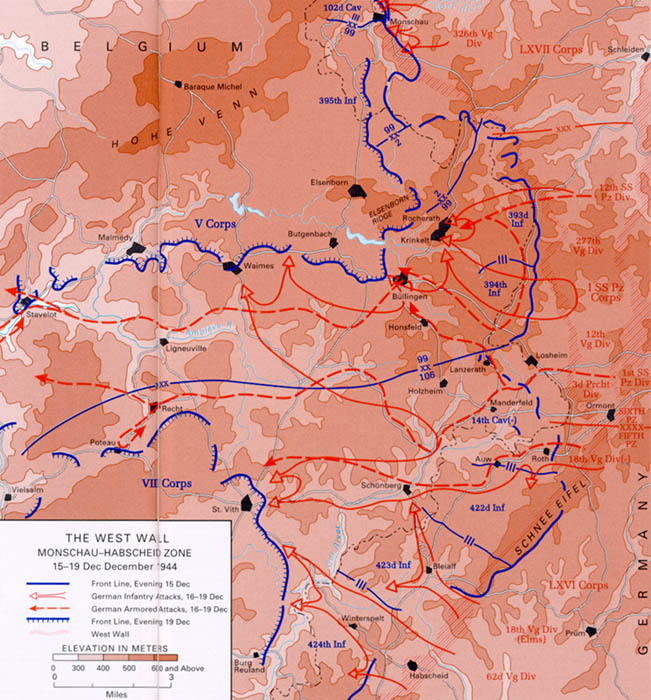
Eerste fase van het Ardennen Offensief

Bij het begin van het Ardennen Offensief lag het korps nog steeds daar, nu als noordvleugel van het 5e Pantserleger en beschikte over de 18e en 62e Volksgrenadierdivisies. Het korps behaald een van de grootste Duitse successen in dit offensief, door 2 regimenten van de 106e US Infanteriedivisie in de Schnee Eifel te omsingelen en binnen 4 dagen tot overgave te dwingen. Ongeveer 6000 gevangenen werden gemaakt in een van de grootste Amerikaanse nederlagen aan het Westfront. Vervolgens werd de opmars verder doorgezet richting Sankt Vith en Vielsalm. Ongeveer 5 km noordwest van Vielsalm kwam het korps niet meer verder en stopte de opmars. Tussen 25 en 27 december nam het korps de frontlijn over bij Trois-Ponts en Stavelot van het I SS Pantserkorps Leibstandarte. 

### 1945
Gedurende de maand januari 1945 werd het korps weer teruggedreven tot achter Sankt Vith en vanaf 1 februari was het korps weer terug op Duits grondgebied. Tussen 3 en 10 februari werd het korps door een korte stevige Amerikaanse aanval al een klein stuk naar de Rijn gedreven, maar pas in Operatie Lumberjack (1 tot 7 maart) kwam het korps echt in problemen en moest halsoverkop terugtrekken tot achter de Rijn, zuidelijk van Remagen. Vervolgens werd het korps voor de rest van de maand uit het front gehaald en “opgefrist” rond Hachenburg. Na de uitbraak uit het Remagen bruggenhoofd eind maart, sloten de Amerikanen op 1 april de Ruhr pocket en het korps bevond zich op dat moment zuidelijk van Paderborn, net buiten de omsingeling. De volgende dag werd het korps toegevoegd aan het 11e Leger, dat als doel kreeg de omsingeling te doorbreken. Dat was, met de beschikbare middelen, een volstrekte illusie. Het aanvalsbevel werd dan ook op 4 april ingetrokken. Vervolgens werd het korps tezamen met het 11e Leger de Harz ingedreven door de naar de Elbe oprukkende Amerikaanse troepen. Uit de omsingeling die volgde was geen ontsnappen mogelijk.
Het 66e Legerkorps capituleerde op 20 april 1945 in de Harz.

## Bovenliggende bevelslagen
| Leger              | Legergroep                     | Plaats/regio       | Begin                 | Eind                  |
| ------------------ | ------------------------------ | ------------------ | --------------------- | --------------------- |
| direct onder bevel | Heeresgruppe G                 | Clermond-Ferrand   | 5 augustus 1944       | 11 augustus 1944      |
| direct onder bevel | Militärbefehlshaber Frankreich | Centraal-Frankrijk | 11 augustus 1944      | 27 augustus 1944      |
| direct onder bevel | Heeresgruppe G                 | Vogezen            | 27 augustus 1944      | midden september 1944 |
| 19. Armee          | Heeresgruppe G                 | Vogezen            | midden september 1944 | 5 oktober 1944        |
| 7. Armee           | Heeresgruppe B                 | Eifel              | 6 oktober 1944        | midden december 1944  |
| 5. Panzerarmee     | Heeresgruppe B                 | Ardennen           | midden december 1944  | 23 december 1944      |
| 6. Panzerarmee     | Heeresgruppe B                 | Ardennen           | 24 december 1944      | januari 1945          |
| 5. Panzerarmee     | Heeresgruppe B                 | Eifel, Roer        | februari 1945         | maart 1945            |
| 15. Armee          | Heeresgruppe B                 | Centraal-Duitsland | 27 maart 1945         | 30 maart 1945         |
| direct onder bevel | Heeresgruppe B                 | Weser              | 30 maart 1945         | 2 april 1945          |
| 11. Armee          | OB West                        | Weser, Harz        | 2 april 1945          | 20 april 1945         |

## Commandanten

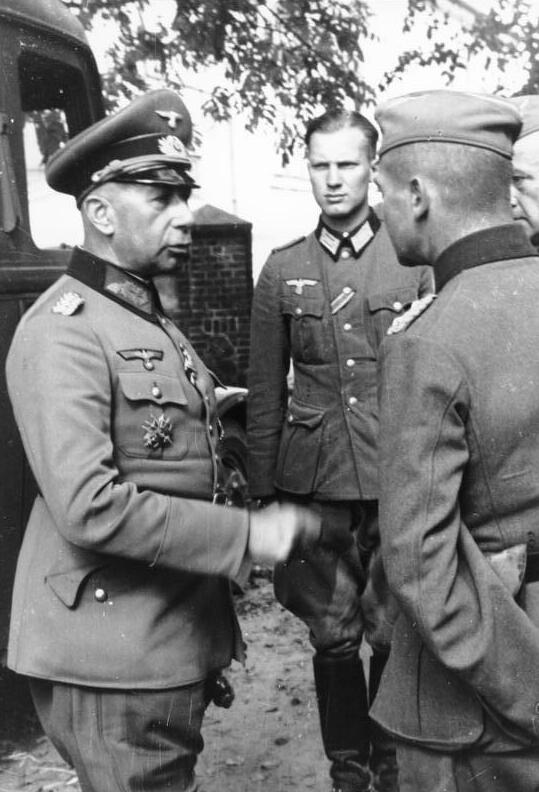
Walter Lucht
in gesprek met officieren
in 1941

| Rang                   | Naam           | Begin           | Eind          |
| ---------------------- | -------------- | --------------- | ------------- |
| General der Artillerie | Walther Lucht  | 5 augustus 1944 | maart 1945    |
| Generalleutnant        | Hermann Flörke | maart 1945      | 20 april 1945 |